# Leichtathletik-Weltmeisterschaften 1995/3000 m Hindernis der Männer

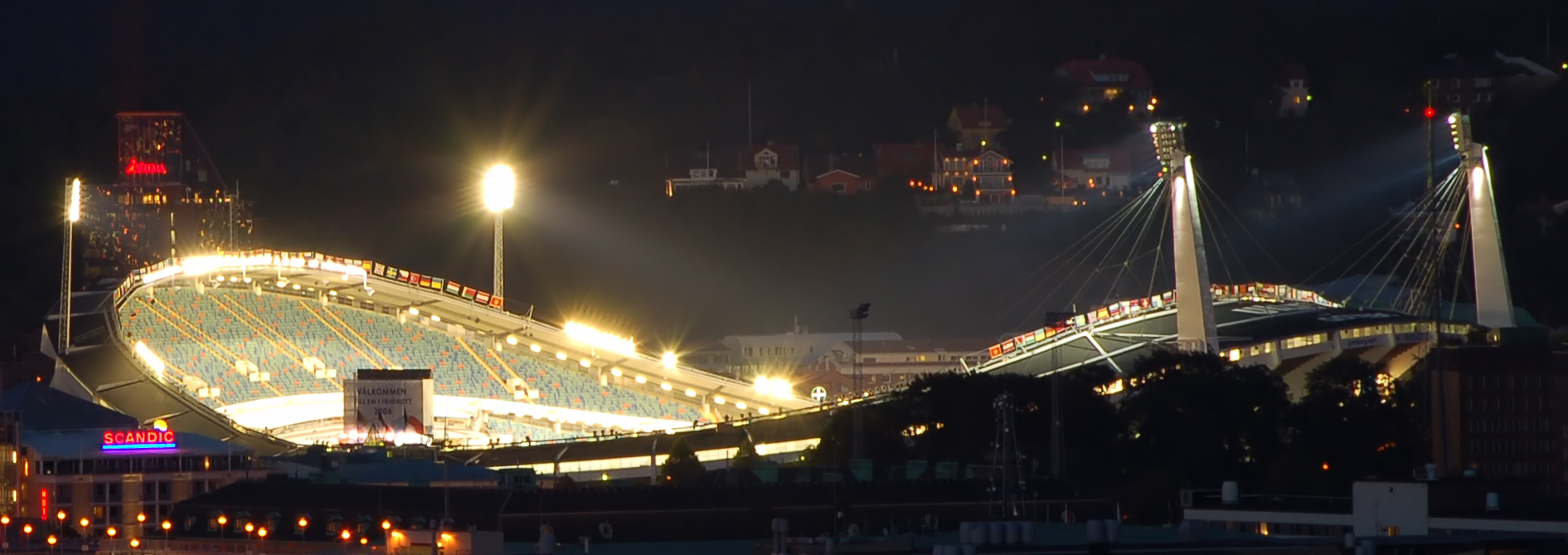
Das Göteborger Ullevi-Stadion im Jahr 2006

Der 3000-Meter-Hindernislauf der Männer bei den Leichtathletik-Weltmeisterschaften 1995 wurde vom 7. bis 11. August 1995 im Göteborger Ullevi-Stadion ausgetragen.
Zum dritten Mal in Folge errangen die Läufer aus Kenia in diesem Wettbewerb einen Doppelsieg. Ebenfalls zum dritten Mal in Folge hieß der Weltmeister Moses Kiptanui, der auch Inhaber des Weltrekords war. Silber ging an den afrikanischen Vizemeister von 1993 Christopher Koskei. Der Asienmeister von 1993 Saad Shaddad Al-Asmari aus Saudi-Arabien gewann die Bronzemedaille.

## Rekorde

### Bestehende Rekorde
| Weltrekord | 8:02,08 min | Moses Kiptanui | Zürich, Schweiz                   | 19. August 1992 |
| WM-Rekord  | 8:06,36 min | Moses Kiptanui | WM 1993 in Stuttgart, Deutschland | 21. August 1993 |

### Rekordverbesserung
Weltmeister Moses Kiptanui aus Kenia verbesserte seinen eigenen Weltmeisterschaftsrekord im Finale am 11. August um 2,20 Sekunden auf 8:04,16 min.
Außerdem stellte der drittplatzierte Saad Shaddad Al-Asmari aus Saudi-Arabien mit 8:12,95 min einen neuen Asienrekord auf.

## Vorrunde
Die Vorrunde wurde in drei Läufen durchgeführt. Die ersten sechs Athleten pro Lauf – hellblau unterlegt – sowie die darüber hinaus sechs zeitschnellsten Läufer – hellgrün unterlegt – qualifizierten sich für das Halbfinale.

### Vorlauf 1
7. August 1995, 18:30 Uhr
| Platz | Name                    | Nation         | Zeit (min) |
| ----- | ----------------------- | -------------- | ---------- |
| 1     | Matthew Kiprotich Birir | Kenia          | 8:24,34    |
| 2     | Abdelaziz Sahere        | Marokko        | 8:24,37    |
| 3     | Javier Rodríguez        | Spanien        | 8:24,66    |
| 4     | Shadrack Mogotsi        | Südafrika      | 8:25,61    |
| 5     | Steffen Brand           | Deutschland    | 8:26,45    |
| 6     | Karl Van Calcar         | USA            | 8:26,97    |
| 7     | Michał Bartoszak        | Polen          | 8:27,25    |
| 8     | Ville Hautala           | Finnland       | 8:29,06    |
| 9     | Marcel Laros            | Niederlande    | 8:31,10    |
| 10    | Mohamed Belabbes        | Algerien       | 8:33,13    |
| 11    | Spencer Duval           | Großbritannien | 8:38,01    |
| 12    | Wander do Prado Moura   | Brasilien      | 8:43,37    |

### Vorlauf 2
7. August 1995, 18:43 Uhr
| Platz | Name                    | Nation         | Zeit (min) |
| ----- | ----------------------- | -------------- | ---------- |
| 1     | Saad Shaddad Al-Asmari  | Saudi-Arabien  | 8:22,01    |
| 2     | Christopher Koskei      | Kenia          | 8:22,27    |
| 3     | Mark Croghan            | USA            | 8:26,02    |
| 4     | Wladimir Pronin         | Russland       | 8:27,79    |
| 5     | Kim Bauermeister        | Deutschland    | 8:29,05    |
| 6     | Alessandro Lambruschini | Italien        | 8:29,36    |
| 7     | Brahim Boulami          | Marokko        | 8:30,93    |
| 8     | Keith Cullen            | Großbritannien | 8:32,07    |
| 9     | Antonios Vouzis         | Griechenland   | 8:34,44    |
| 10    | Godfrey Siamusiye       | Sambia         | 8:37,41    |
| 11    | Vítor Almeida           | Portugal       | 8:45,20    |
| 12    | Zeba Crook              | Kanada         | 8:50,34    |

### Vorlauf 3
7. August 1995, 18:56 Uhr
| Platz | Name            | Nation         | Zeit (min) |
| ----- | --------------- | -------------- | ---------- |
| 1     | Florin Ionescu  | Rumänien       | 8:22,86    |
| 2     | Angelo Carosi   | Italien        | 8:23,93    |
| 3     | Elarbi Khattabi | Marokko        | 8:24,11    |
| 4     | Martin Strege   | Deutschland    | 8:24,18    |
| 5     | Moses Kiptanui  | Kenia          | 8:24,20    |
| 6     | Jim Svenøy      | Norwegen       | 8:24,49    |
| 7     | Graeme Fell     | Kanada         | 8:24,85    |
| 8     | Justin Chaston  | Großbritannien | 8:24,97    |
| 9     | Wladimir Goljas | Russland       | 8:27,50    |
| 10    | Ricardo Vera    | Uruguay        | 8:33,95    |
| 11    | Rubén García    | Mexiko         | 8:36,29    |
| 12    | Thomas Nohilly  | USA            | 8:37,01    |

## Halbfinale
In den beiden Halbfinalläufen qualifizierten sich die jeweils ersten fünf Athleten – hellblau unterlegt – sowie die darüber hinaus zwei zeitschnellsten Läufer – hellgrün unterlegt – für das Finale.

### Halbfinallauf 1

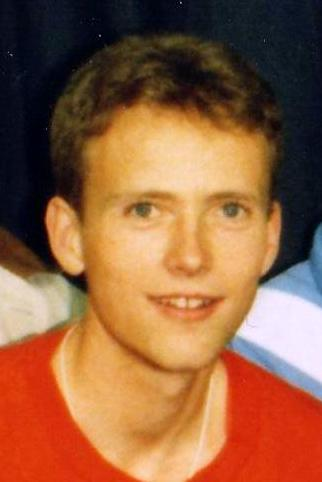
Jim Svenøy erreichte das Halbfinale und schied dort als Zwölfter des ersten Rennens aus

9. August 1995, 17:40 Uhr
| Platz | Name                    | Nation      | Zeit (min) |
| ----- | ----------------------- | ----------- | ---------- |
| 1     | Angelo Carosi           | Italien     | 8:19,73    |
| 2     | Matthew Kiprotich Birir | Kenia       | 8:20,17    |
| 3     | Christopher Koskei      | Kenia       | 8:20,53    |
| 4     | Florin Ionescu          | Rumänien    | 8:20,76    |
| 5     | Javier Rodríguez        | Spanien     | 8:20,89    |
| 6     | Wladimir Goljas         | Russland    | 8:20,97    |
| 7     | Martin Strege           | Deutschland | 8:22,33    |
| 8     | Elarbi Khattabi         | Marokko     | 8:24,13    |
| 9     | Graeme Fell             | Kanada      | 8:24,74    |
| 10    | Karl Van Calcar         | USA         | 8:30,32    |
| 11    | Brahim Boulami          | Marokko     | 8:35,42    |
| 12    | Jim Svenøy              | Norwegen    | 8:40,53    |

### Halbfinallauf 2

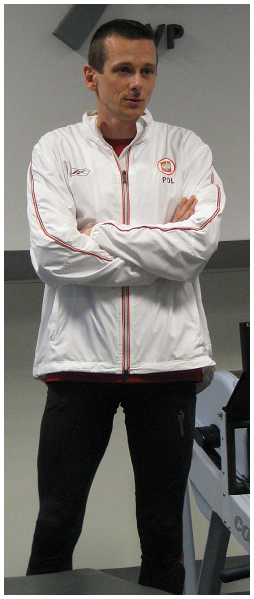
Als Fünfter des zweiten Halbfinal-
laufs verpasste Michał Bartoszak das Finale um einen Rang

9. August 1995, 18:00 Uhr
| Platz | Name                    | Nation         | Zeit (min) |
| ----- | ----------------------- | -------------- | ---------- |
| 1     | Saad Shaddad Al-Asmari  | Saudi-Arabien  | 8:25,19    |
| 2     | Steffen Brand           | Deutschland    | 8:26,35    |
| 3     | Wladimir Pronin         | Russland       | 8:26,70    |
| 4     | Moses Kiptanui          | Kenia          | 8:27,26    |
| 5     | Alessandro Lambruschini | Italien        | 8:27,75    |
| 6     | Michał Bartoszak        | Polen          | 8:29,14    |
| 7     | Ville Hautala           | Finnland       | 8:31,37    |
| 8     | Justin Chaston          | Großbritannien | 8:38,90    |
| 9     | Kim Bauermeister        | Deutschland    | 8:45,27    |
| 10    | Shadrack Mogotsi        | Südafrika      | 8:54,27    |
| DNF   | Mark Croghan            | USA            |            |
| DNF   | Abdelaziz Sahere        | Marokko        |            |

## Finale
11. August 1995, 17:30 Uhr
| Platz | Name                    | Nation        | Zeit (min) |
| ----- | ----------------------- | ------------- | ---------- |
| 1     | Moses Kiptanui          | Kenia         | 8:04,16 CR |
| 2     | Christopher Koskei      | Kenia         | 8:09,30    |
| 3     | Saad Shaddad Al-Asmari  | Saudi-Arabien | 8:12,95 AS |
| 4     | Steffen Brand           | Deutschland   | 8:14,37    |
| 5     | Angelo Carosi           | Italien       | 8:14,85    |
| 6     | Florin Ionescu          | Rumänien      | 8:15,44    |
| 7     | Wladimir Pronin         | Russland      | 8:16,59    |
| 8     | Martin Strege           | Deutschland   | 8:18,57    |
| 9     | Matthew Kiprotich Birir | Kenia         | 8:21,15    |
| 10    | Alessandro Lambruschini | Italien       | 8:22,64    |
| 11    | Wladimir Goljas         | Russland      | 8:27,59    |
| 12    | Javier Rodríguez        | Spanien       | 8:30,96    |

## Video
- Uncut - 3000m Steeplechase Men Final Goteborg 1995, Video veröffentlicht am 15. März 2013 auf youtube.com, abgerufen am 27. Mai 2020